# Михаил Макашов
Михаил Христов Макашов е български революционер, деец на Вътрешната македоно-одринска революционна организация.

## Биография
Михаил Макашов е роден в бедно семейство през 1884 година в град Ресен, тогава в Османската империя, днес в Северна Македония. Работи като бръснар в родния си град. В началото на XX век е бръснар в османската столица Цариград, където е увлечен от революционното движетие, присъединява се към ВМОРО и работи за привличането на още хора в организацията. В 1902 година се връща в Ресен, където се свързва с революционните дейци в града и околията. При избухването на Илинденско-Преображенското въстание през лятото на 1903 година влиза в Болнската чета на войводата Ставре Тасев, заедно с Христо Нечов и Петър Апостолов от Болно, Гоше Милев и Евтим Попов. След това е в Янковската чета на Петър Ингилизот. Сражава се при Болно, Петрино, Круше, Илино, Смилево. След края на въстанието се връща в Ресен и продължава да работи като бръснар.
В 1911 година е мобилизиран като османски войник. В 1914 - 1915 година е мобилизиран в сръбската армия по време на Първата световна война. След освобождението на Македония в 1915 година отново работи като бръснар.
Умира след 1951 година.